# Стоунвол (филм из 2015)
Стоунвол (енгл. Stonewall) је амерички драмски филм из 2015. године, који је режирао Роланд Емерих. Филм је инспирисан догађајима током Стоунволске побуне из 1969. Главну улогу игра Џереми Ервајн, који тумачи лик Денија Винтерса, младог геј мушкарца који напушта породицу и одлази у Њујорк, гдје постаје активан у покрету за геј права у данима непосредно прије избијања Стоунволске побуне.
Филм је премијерно приказан на филмском фестивалу у Торонту 25. септембра 2015.
Филм је и прије премијере изазвао контроверзе. Дио ЛГБТ заједнице је критиковао филм због тога што је у њему, по њима, умањена улога трансродних особа, жена и расних мањина у Стоунволској побуни. Режисер Роланд Емерих и глумац Џереми Ервајн су одбацили ове критике као неосноване.

## Улоге
| Глумац             | Улога        |
| ------------------ | ------------ |
| Џереми Ервајн      | Дени Винтерс |
| Џони Бошан         | Реј/Рамона   |
| Џонатан Рис Мајерс | Тревор       |
| Рон Перлман        | Ед Марфи     |
| Џои Кинг           | Фиби Винтерс |
| Мет Крејвен        | Сејмор Пајн  |
| Атикус Мичел       | Метју        |